# 二甲硫醚氯化亞金
二甲硫醚氯化亞金（英語：Chloro(dimethyl sulfide)gold(I)）化學式是(CH3)2SAuCl，是金的錯合物，是白色固體，常會用此化合物製備其他的金化合物。

## 結構
二甲硫醚氯化亞金類似其他亞金的錯合物，其中心的金原子鍵角接近水平（176.9°），金硫鍵的鍵長為2.271(2) Å，和其他亞金和硫化合物的鍵長接近。

## 製備
二甲硫醚氯化亞金是可以購買到的化學品，也可以用金溶在王水中（產生氯金酸），再加上二甲基硫製備。也可以用氯金酸鈉作為三價金離子的來源。二甲硫醚溴化亞金 也可以用(CH3)2SAuBr也可以用類似的方式製備。
以下是反應的化學式：
HAuCl4  +  2 SMe2 +  H2O   →   Me2SAuCl  +  3 HCl  +  OSMe2

## 反應
在二甲硫醚氯化亞金中的二甲硫醚配體可以輕易的被其他配體取代：
Me2SAuCl + L   →   LAuCl  +  Me2S (L = ligand)
因為二甲硫醚容易揮發，因此比較容易純化生成物。
二甲硫醚氯化亞金暴露在光線或空氣中時，會分解產生元素金。